# Falsonerdanus niisatoi
Falsonerdanus niisatoi là một loài bọ cánh cứng trong họ Oedemeridae. Loài này được Akiyama miêu tả khoa học năm 2005.